# Kirgiz-Mijaki
Kirgiz-Mijaki (ros. Кирги́з-Мияки́, baszk. Ҡыргыҙ-Миәкә) – wieś (ros. село, trb. sieło) w Rosji, w Baszkortostanie. W 2010 roku liczyła 7473 mieszkańców.